# Cimetière de l'Hôpital de la Marine
Le cimetière de l’Hôpital de la Marine est un ancien cimetière de la ville de Québec. Situé dans le quartier Saint-Roch, il était divisé en deux parties distinctes : une section protestante (en face de l’hôpital) et une section catholique (derrière l’hôpital). Les gens qui y furent inhumés sont essentiellement des marins et des immigrants qui décédaient à l’Hôpital de la Marine ou sur les bateaux qui s’arrêtaient à Québec.

## Histoire
En 1831, le Parlement du Bas-Canada autorise la construction de l'hôpital de la Marine de Québec qui portera assistance aux nombreux immigrants et marins qui s’arrêtent à Québec. L’édifice est construit dans le quartier Saint-Roch, sur un terrain de la rue Panet (actuellement la rue des Embarcations). 
L’Hôpital de la Marine et des Émigrés ouvre un an plus tôt que prévu, soit en 1834, pour soigner de nombreux patients atteints du choléra. Les gens qui succombent à la maladie sont enterrés, selon leur confession religieuse, dans l’une des deux parties du cimetière.
Les protestants sont inhumés sur un terrain qui fait face à l’hôpital. Ce cimetière est d’abord connu sous l’appellation anglophone de Vacherie Burying Ground, puisqu’il se trouve sur une partie d’une ancienne ferme qui portait le nom de La Vacherie. Aujourd’hui, les bâtiments de la Rock City occupent cet espace.
Quant aux catholiques, ils sont inhumés derrière l’hôpital, sur un site qui longe la rue Dorchester de l’époque (qui est devenue aujourd’hui, pour ce tronçon, la rue de la Pointe-aux-Lièvres). À quelques mètres seulement se trouve déjà le cimetière de la Pointe qui appartient à la fabrique de Saint-Roch. Au fil des inhumations, ces deux cimetières finiront par se toucher pour n’en former qu’un seul.
À l’été 1847, un regroupement de citoyens de Saint-Roch exige des autorités la fermeture du cimetière qui se trouve derrière l’Hôpital de la Marine, car « les charretiers qui fournissent de l’eau à une grande partie de la ville, vont la puiser dans la rivière St. Charles près du cimetière en question, à la marée basse, et que les eaux qui filtrent de ce terrain dans la rivière peuvent faire courir le plus grand danger à la salubrité publique ».
Même si dans les semaines qui suivent, on ouvre le cimetière de Gros-Pin afin d’y inhumer les victimes d’une épidémie de typhus, les cimetières catholiques de la Pointe et de l’Hôpital de la Marine vont continuer à recevoir des sépultures. En 1854, la paroisse de Saint-Roch ferme définitivement le cimetière de le Pointe et procède à des exhumations à partir de 1857 afin de transférer les sépultures dans le nouveau cimetière Saint-Charles. 
L’Hôpital de la Marine va continuer d’inhumer dans son cimetière catholique jusqu’en 1871. On ignore à quel moment on cessa d’inhumer dans la partie protestante du cimetière, mais le gouvernement fédéral ferme l’hôpital en 1889 et à compter de 1898 on exhume les sépultures pour permettre la construction de la Rock City Tobbacco. Les restes sont transférés au cimetière Mount Hermon.
Le site des anciens cimetières catholiques de la Pointe et de l’Hôpital de la Marine demeure inoccupé jusqu’à la fin des années 1870. Par la suite, le terrain est transformé en cour à bois. On y entrepose et vend du bois jusqu’au début des années 1910. La Ville de Québec prend ensuite possession du terrain pour y construire divers hangars ainsi qu’une pesée,.
En 1961, alors qu’on effectue des travaux d’excavation pour la construction du futur édifice de la Croix-Rouge, des ossements sont mis au jour. Puis, en 1996, alors que des ouvriers extirpent du sol un vieux réservoir à l’huile qui alimentait les locaux de la Croix-Rouge, d’autres ossements sont découverts. 
À l’hiver 2018, l’édifice de la Croix-Rouge est démoli. Le terrain deviendra l’un des pôles d’échange du Réseau de transport de la Capitale. Le 26 février 2019, le président du RTC, Rémy Normand, déclare : « Nous procéderons à des fouilles archéologiques plus poussées à l'été 2019 sur une portion de ce site, parce qu'il y a des sépultures identifiées à certains endroits. »

### Articles externes
- Le cimetière de Gros-Pin : un lieu oublié du quartier Limoilou